# Reggenza di Wonosobo
La reggenza di Wonosobo (in indonesiano: Kabupaten Wonosobo) è una reggenza dell'Indonesia, situata nella provincia di Giava Centrale.